# Fotografie v Turecku

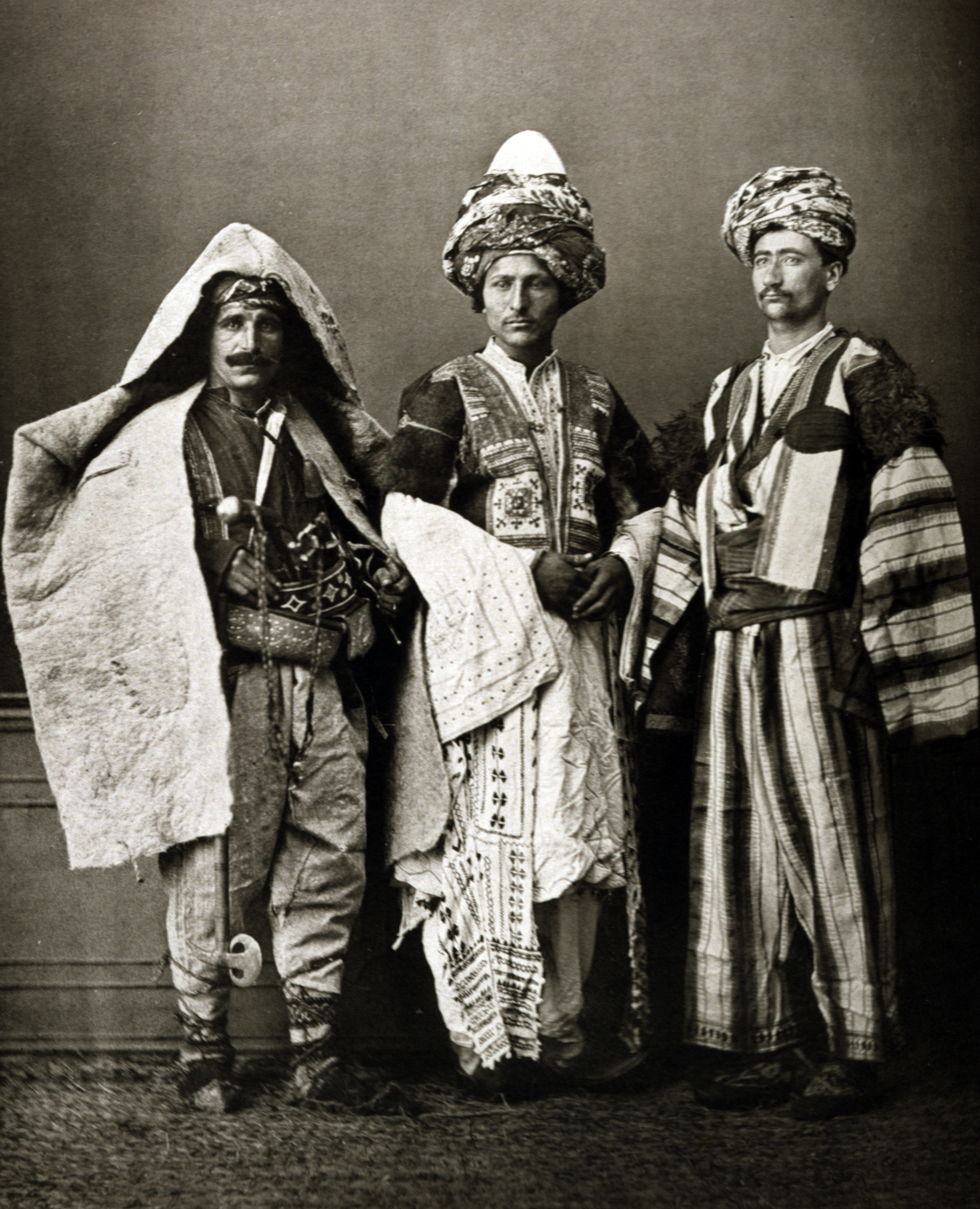
Pascal Sébah: Turecké kostýmy; z alba fotografií Pascala Sébaha u příležitosti výstavy ve Vídni v roce 1873; sbírka představuje kostýmy z různých oblastí, etnických a náboženských skupin Osmanské říše; vpravo kurdský pastýř z Aljazeera (Mezopotámie), uprostřed Kurd z Mardinu (město na syrské hranici) a vlevo je pastýř z provincie Diyarbekir

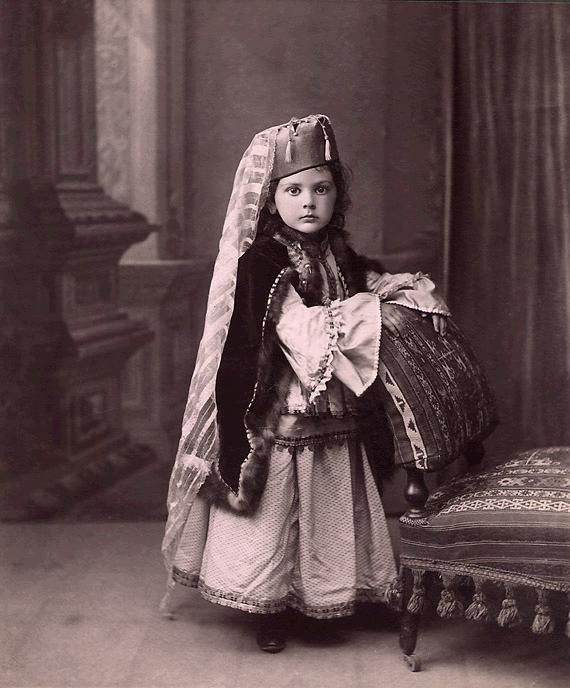
Dmitrij Ivanovič Jermakov: Princezna Lazarev v tureckém kostýmu

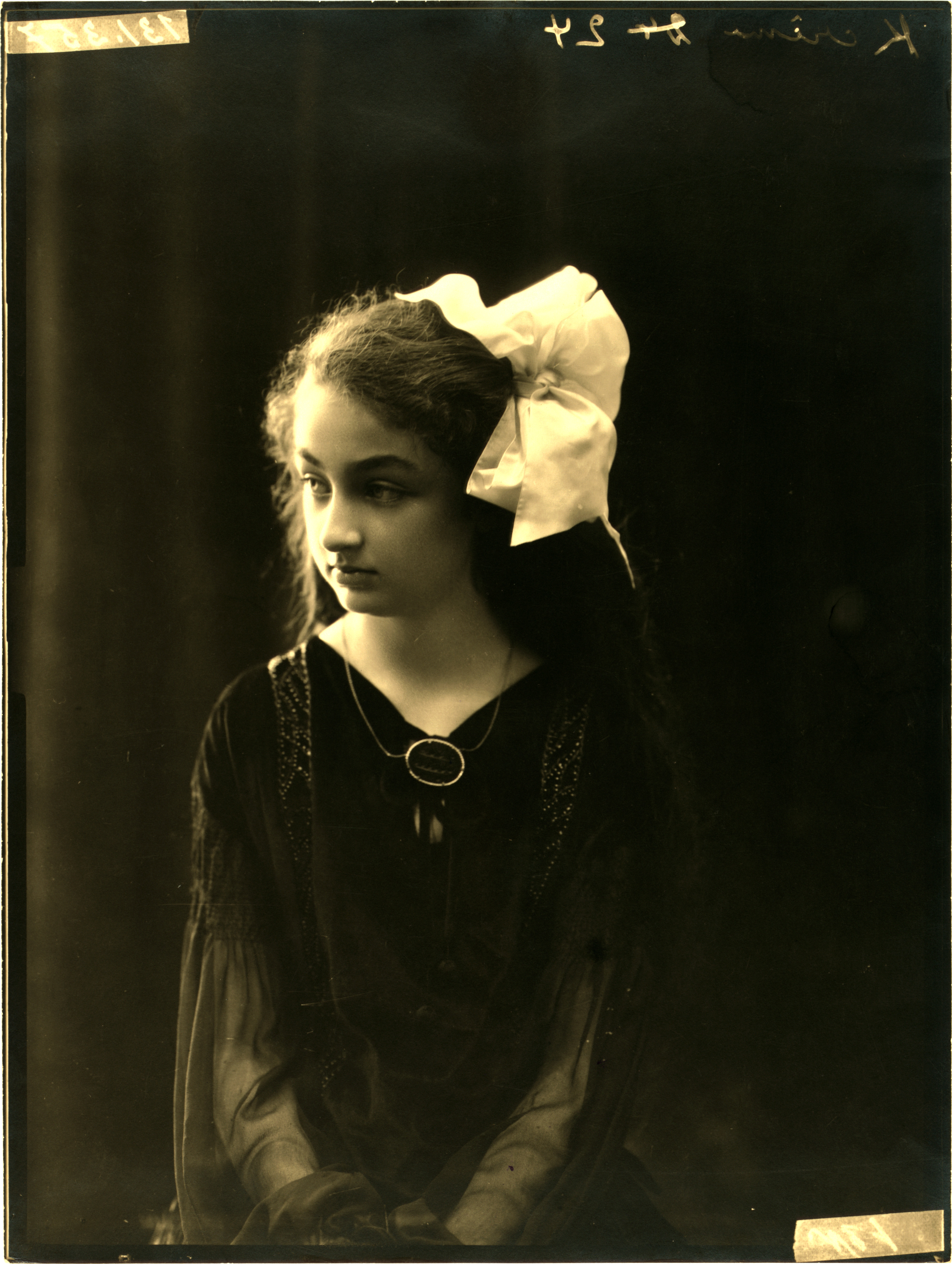
Jean Pascal Sébah: Durru Shehvar, princezna provincie Berar v devíti letech

Jako v mnoha zemích byl vývoj techniky, řemesla a umění fotografie v Turecku mimo jiné důsledkem změny technologie, zlepšování ekonomických podmínek a míry uznání fotografie jako svéprávné formy umění. Fotografie se v Turecku vyvíjela za silné spoluúčasti a zájmu od počátků tohoto umění v druhé polovině devatenáctého století.

## Historie
Již v 70. letech 19. století tiskové společnosti využívaly fotografii ve velkých pobřežních městech k dokumentování budov a památek pro obecní správu a k výrobě pohlednic pro turisty. Koncem 19. století byla takto dokumentována města jako Smyrna (Izmir) a Trebizond (Trabzon). Většina z těchto fotografů a editorů pohlednic byli Řekové, Arméni a Italové. Mimo Konstantinopol fotografie poprvé začala rozvíjet v Trabzonu. Fotograf ruského původu Jermakov otevřel fotostudio ve městě v roce 1868. Hačik Čolakian byl arménský fotograf, který v 70. letech otevřel své studio v Trabzonu. V oboru však působili i Turci. Kitabi Hamdi Efendi (knihkupec Hamdi), turecký majitel tiskárny v Trabzonu, publikoval své fotografie (a fotografie ostatních) a prodával také fotoaparáty. Dalším tureckým fotografem a editorem pohlednic, který působil od konce 19. století v Trabzonu, byl Osman Nouri.
Jedním z prvních profesionálních tureckých fotografů byl Bahaettin Rahmi Bediz, který otevřel svůj fotoateliér na Krétě a později v Istanbulu. Působil také v první polovině 20. století jako průkopnický fotograf v Turecku. Tisíce fotografií (zejména portrétů), které pořídil během své kariéry (Kréta, İzmir, İstanbul, Ankara), mají obrovskou historickou hodnotu. V letech 1927–1928 připravil pro magistrát brožuru „Album de Smyrne“, ve francouzštině a turečtině, sbírku fotografií, kterou doplnil vysvětlujícími texty. Album distribuované v zahraničí prostřednictvím tureckých ambasád a konzulárních úřadů je pozoruhodné jednak tím, že je jedním z prvních informačních a propagačních balíčků připravených Tureckou republikou pro mezinárodní čtenáře, a také tím, že to byla jedna z posledních knih vytištěná v Turecku v arabštině, krátce před přechodem na latinskou abecedu.
Dalším z nejstarších fotografů v Turecku byl Pascal Sébah, který se narodil v Istanbulu, ale neměl zcela turecký původ, provozoval svůj fotoateliér v Istanbulu. Specializoval se na portrétní fotografii a fotografii architektury, vyráběl pohlednice architektonických památek a zabýval se dokumentací tureckých kostýmů z různých oblastí, etnických a náboženských skupin Osmanské říše.
V roce 1857 si otevřel první ateliér v Istanbulu na Rue de Pera 439 – vedle Ruského velvyslanectví, jak uváděl na zadní straně svých fotografií. Roku 1873 již jako velmi úspěšný otevřel další studio v Káhiře – na Esbekieh vedle francouzského velvyslanectví. V roce 1883 dostal Pascal Sébah mrtvici a s firmou mu pomáhal jeho bratr Cosmo. Asi v letech 1884/1885 se k firmě připojil Francouz Policarpe Joaillier a firma se přejmenovala na Sébah & Joaillier. Získala dokonce právo „fotografovat sultána“ poté co v roce 1900 zakoupil společnost tří bratrů Abdullah Frères. Ve stejném roce se Carpe Joaillier vrátil zpátky do Francie. Po roce 1910 Jean Sébah spolupracoval s Hagopem Iskenderem a od roku 1914 s Leo Perpignanim. V období 1917–1918 byly Sébah & Joaillier partnerem v projektu systematického shromažďování a katalogizace architektonických památek ze všech dob v Istanbulu pod záštitou německého novináře a historika umění Friedricha Schradera. Sébah a Iskender obnovili své obchodní aktivity v roce 1934. Firma nesla jméno 'Foto Sabah' a pokračovala až do roku 1952.
Pascal Sébah byl vedle bratrů Abdullahů jedním z nejvýznamnějších profesionálních fotografů svého času v Osmanské říši. O jeho fotografie byl mezi cestovateli velký zájem, především o pohlednice exotického Orientu, památek, lidových scén, orientálních krojů a podobně. Tato činnost Sébaha Pascala se stal dobovou dokumentací, jeho fotografie byly použity mimo jiné také ve vědeckých prací o Orientu. Zabýval se dokumentací tureckých kostýmů z různých oblastí, etnických a náboženských skupin Osmanské říše. Po jeho smrti v roce 1886 studio převzal jeho bratr Cosmo, do doby než jej spolu s ním převzal Pascalův syn Jean (1872–1947) v roce 1888. Zpočátku jej řídil jeho strýc Cosmi (tj. bratr jeho otce) a v roce 1888 se stal společníkem Pollicarpe Joiallier. V této době byla společnost přejmenována na Sebah & Joaillier. Jean Pascal Sébah se připojil v roce 1888 a pokračoval ve studiu ateliéru s dalšími fotografy. Firma si vybudovala pověst vedoucího představitele orientalistické fotografie a v roce 1889 byla jmenována oficiálními fotografy pruského dvora. V roce 1893 osmanský sultán Abdulhamid II. sponzoroval padesát jedna fotografických alb představujících rozpětí Osmanské říše dvěma vydáními produkovanými společností Sebah a Joaillier. Americký prezident Grover Cleveland byl jedním z příjemců sbírky fotografií a nyní je v Kongresové knihovně. Ateliér „Foto Sabah“ v čtvrti Pera byl v 19. a 20. století nejprestižnějším fotografickým studiem ve městě po mnoho desetiletí. Fotografie zobrazovaly místa jako Hagia Sofia, Modrá mešita nebo Galatská věž.

## První polovina 20. století
Turecký fotograf Othmar Pferschy, původem z Rakouska, otevřel své fotografické studio v Istanbulu v roce 1931 a aktivně pořizoval dokumentární fotografie. Pferschy začal jako dobře placený asistent rumunského židovského fotografa Jeana Weinberga, který ho najal v roce 1926. V roce 1931 otevřel vlastní studio v Istanbulu a pokračoval ve fotografii samostatně. Dne 11. června 1932 turecký parlament schválil zákon 2007 o umění a povoláních vyhrazených tureckým občanům v Turecku, který zakazoval zahraničním fotografům pracovat v Turecku. V důsledku toho se oba dva, Pferschy a Weinberg, v roce 1932 přestěhovali do Alexandrie. Po několika měsících se do Istanbulu vrátili. V roce 1935 začal pracovat jako fotograf pro Generální ředitelství tisku a vysílání a byl pověřen organizováním archivů. Během pětileté cesty po Turecku pořídil asi 16 tisíc fotografií. Pořizoval městské a architektonické fotografie; výhledy na budovy, moderní továrny, školy, univerzity, zdravotnické instituce, ulice, stadiony, parky a náměstí. Ve svých fotografiích o lidech a životě zahrnul obřady, vesničany, rolníky, dělníky, jezdce, tenisisty, šerm, laboratorní pracovníky, písaře, pianisty atd. Byl známý tím, že se snímkům věnoval s velkou péčí, což se odrazilo v dokonalé technice, dokonalé estetice a geometrickém pořádku. Fotografie byly publikovány v Mnichově v turečtině, francouzštině, angličtině a němčině. Kromě krajin a architektury pořídil také portréty významných osobností jako byli Mustafa Kemal Atatürk nebo İsmet İnönü. Některé jeho další práce byly použity na pohlednicích a papírových penězích.
Weinberg během oslav Dne republiky v roce 1929 v paláci Ankara Weinberg úmyslně kopal do stativu Cemala Işıksela, kterému turecký prezident Mustafa Kemal Atatürk udělil vyznamenání „prvního fotožurnalisty“ v Turecku. V důsledku toho bylo Weinbergovi zakázáno Atatürka fotografovat.
Naciye Suman byla první tureckou muslimskou ženou, která se stala profesionální fotografkou. Poté, co vystudovala fotografii v Rakousku, si v roce 1919 otevřela doma vlastní studio. Její klienti byly převážně ženy, kterým fotografovala portréty a svatební fotografie. Později vyučovala fotografování v sultánském paláci. Během této doby bývaly ženy zahaleny a nepracovaly, zvláště pak ty, které byly dcerami pašů, ale i přesto měla hned od prvního dne klienty. Mnoho žen, jejichž manželé byli právě ve válce, chtělo přidat k dopisům i svou fotografii.

## Druhá polovina 20. a 21. století

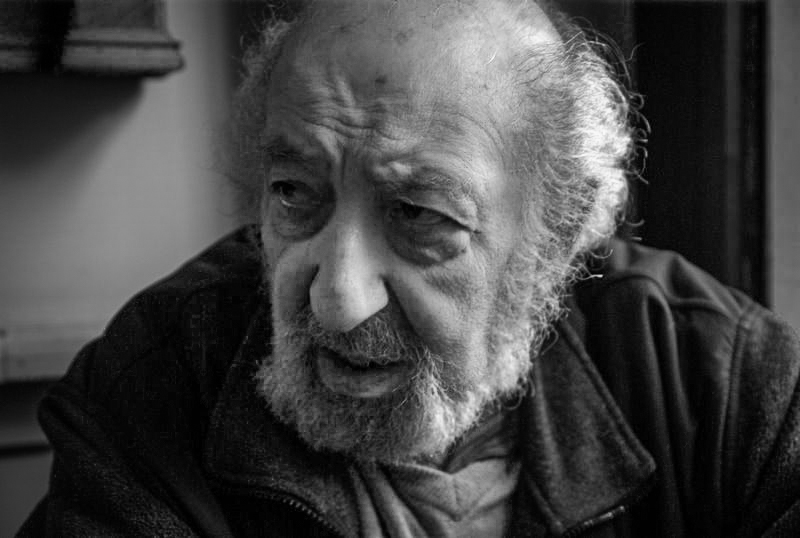
Oko Istanbulu Ara Güler, v roce 2008

V tomto období se objevují četní turečtí fotografové aktivní v Turecku i mimo něj.
- Ara Güler (1928–2018) byl turecký arménský fotožurnalista, přezdívaný „Oko v Istanbulu“ nebo „Fotograf v Istanbulu“.[9][10][11] Byl jedním z mála mezinárodně známých tureckých fotografů.[12] Byl prvním korespondentem pro americký časopis Time-Life pro Blízký východ. Brzy obdržel zakázky od magazínů Paris Match, Stern a The Sunday Times v Londýně. Po dokončení vojenské služby v roce 1961 byl Güler zaměstnán v tureckém časopise Hayat jako vedoucí fotografického oddělení. ler přikládal ve svých fotografiích největší důležitost lidské přítomnosti a označil se za „vizuálního historika“. Věřil, že fotografie by měly poskytovat vzpomínku na lidi, na jejich životy a zejména na jejich utrpení. Zatímco se domníval, že umění klame, tak zároveň věřil, že fotografie musí pouze odrážet realitu. Přijal poslání fotožurnalisty, protože nepřikládá fotografii velkou hodnotu jako uměleckému dílu, které pro něj mělo malou hodnotu.

- Ömer Asan, Ömer Şükrü Asan (* 1961) je turecký folklorista, fotograf a spisovatel.
- Uğur Uluocak (1962–2003) byl turecký outdoorman, horolezec, fotograf a redaktor.
- Ebru Yildiz je turecko-americká fotografka zaměřená především na portréty hudebníků. Fotografovala například Johna Calea, Laurie Anderson či Maca DeMarca.[13] Časopis Complex ji v roce 2012 zařadil na 42. příčku žebříčku nejlepších současných hudebních fotografů.[14]
- Lütfi Özkök byl fotograf, básník a překladatel tureckého původu, který strávil většinu svého života ve Švédsku. Archiv jeho obrazů obsahuje fotografie asi 1500 významných osobností. Mezi lety 1954 a 2004 pořídil portréty 40 laureátů Nobelovy ceny za literaturu.[15]
- Mustafa Bozdemir získal cenu World Press Photo za fotografii pořízenou 30. října 1983, bezprostředně po zemětřesení v poblíž Erzurum a Kars. Na fotografii je žena Kezban Özer, jejíchž pět dětí bylo pohřbeno zaživa.[16]
- Doruk Çetin je filmový režisér, filmový producent, fotograf a herec.
- Genco Gulan je sochař, malíř, fotograf a spisovatel. Ve své práci se zajímá o spojování nových technologií, klasických děl a současné kultury. Jeho díla se dají definovat jako konceptuální pop média. Vrství symbolismus a přitahuje barvami. Vyučuje na Mimar Sinan Academy a Bogazici University.
- Ceren Karaçayır je držitelkou několika ocenění National Geographic.
- Murat Saygıner je turecký vizionářský umělec narozený v Praze, který pracuje v oblasti fotografie a počítačové grafiky, je také známý jako digitální umělec. Ovlivňují jej směry jako surrealismus nebo vizionářské umění.

## Zahraniční fotografové aktivní v Turecku
- Maxime Du Camp byl francouzský spisovatel, žurnalista a fotograf. Je považován za průkopníka cestovatelské fotografie jako byli například Francis Bedford, George Wilson Bridges, Solomon Nunes Carvalho nebo Francis Frith.[17] Mezi lety 1844–1845 a 1849–1851 cestoval po Evropě a Blízkém východu společně s Gustavem Flaubertem. Podobně jako Auguste Salzmann se zabýval fotografií architektury a archeologických vykopávek. Z dnešního pohledu je však Salzmannovo dílo, ve srovnání s klasickým zobrazením prací Maxime Du Campa, opatřeno větší estetickou bohatostí. Ve své době však (Salzmann vydal publikaci o Jeruzalémě v roce 1856 s přehnanou cenou 1400 franků) měly knihy Du Campa komerční úspěch větší.

- James Robertson byl britský fotograf, rytec klenotů a mincí, který pracoval v oblasti Středozemního moře, na Krymu a případně v Indii. Byl jedním z prvních válečných fotografů. Robertson se začal zajímat o fotografii pravděpodobně v Osmanské říši roku 1840.[18] V roce 1853 začal fotografovat s britským fotografem Felicem Beatem a oba vytvořily partnerství s názvem Robertson & Beato buď v tomto roce nebo o rok později, kdy si Robertson otevřel fotografický ateliér ve městě Pera v Konstantinopoli. Robertson a Beato vzali s sebou Beatova bratra Antonia na fotografickou expedici na Maltu roku 1854 nebo 1856 a do Řecka a Jeruzaléma v roce 1857. Řada fotografií této společnosti vyrobených v roce 1850 jsou podepsány Robertson, Beato and Co.. Pravděpodobně „and Co.“ odkazuje na Antonia.[19] Některé zdroje uvádějí, že od roku 1857 Robertson fotografoval v Palestině, Sýrii, na Maltě a v Káhiře s jedním nebo oběma Beatovými bratry.[20] Roku 1860, poté co Felice Beato odešel do Číny, aby fotografoval Druhou Opiovou válku a Antonio Beato odešel do Egypta, Robertson se nakrátko vrátil s Charlesem Shepherdem zpět do Konstantinopole.

- Dmitrij Ivanovič Jermakov byl ruský fotograf, orientalista a etnolog, který v 60. a 70. letech 19. století pořídil první známé fotografie centra města Trabzon a klášteru Sumela. V roce 1870 během cesty do Persie vytvořil velké množství fotografií národopisného charakteru a byl jmenován Fotografem Jeho Veličenstva perského šáha. Jeho reportážní snímky odrážejí události rusko-turecké války z období 1877–1878. Poté v Tbilisi založil vlastní fotografický podnik. Hodně cestoval, navštívil Írán a zúčastnil se několika archeologických expedic na Kavkaze, při kterých vznikla řada unikátních fotografií. Svými cestami inspiroval Antona Sevrjugina, který se rozhodl vrátit do Persie a sestavit rozsáhlou fotodokumentaci o životě a obyvatelích tohoto státu. Se svým bratrem Koljou odcestoval do íránského Ázerbájdžánu, odkud pokračoval ve své cestě do Kurdistánu a Luristánu. V roce 1883 založil spolu se svými bratry Koljou a Emanuelem fotografické studio v Teheránu.

- Bratři Kakuliové – Pontští Řekové, sourozenci z Trabzonu, pro stát dokumentovali říši v 19. století, kromě toho portrétovali mnoho Řeků, Arménů a Turků.
- Hatchik Tcholakian (Hačik Čolakian) – arménský fotograf z Trabzonu, který pořizoval portrétní fotografie, dokumentoval veřejné scény a publikoval turistické pohlednice v 70. až 90. letech 19. století.
- Theodore Stylianides – Pontský řek, fotograf a editor pohlednic v Trabzonu v období 1890–1910.
- Thovmas Karakachian – arménský fotograf a editor pohlednic Giresunu v 90. letech 19. století.

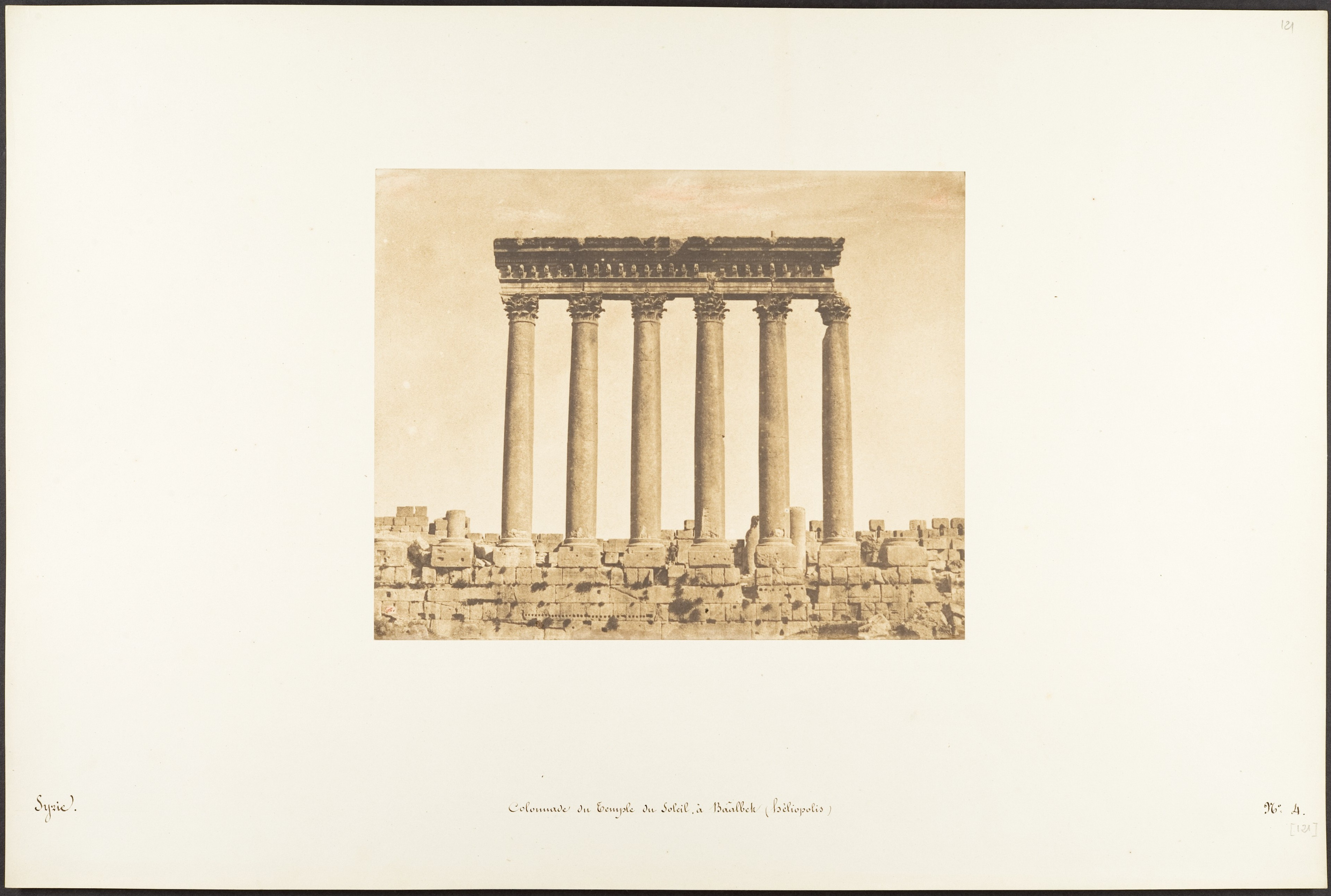
Maxime Du Camp: Colonnade du Temple du Soleil, Baalbek (Héliopolis), 1850
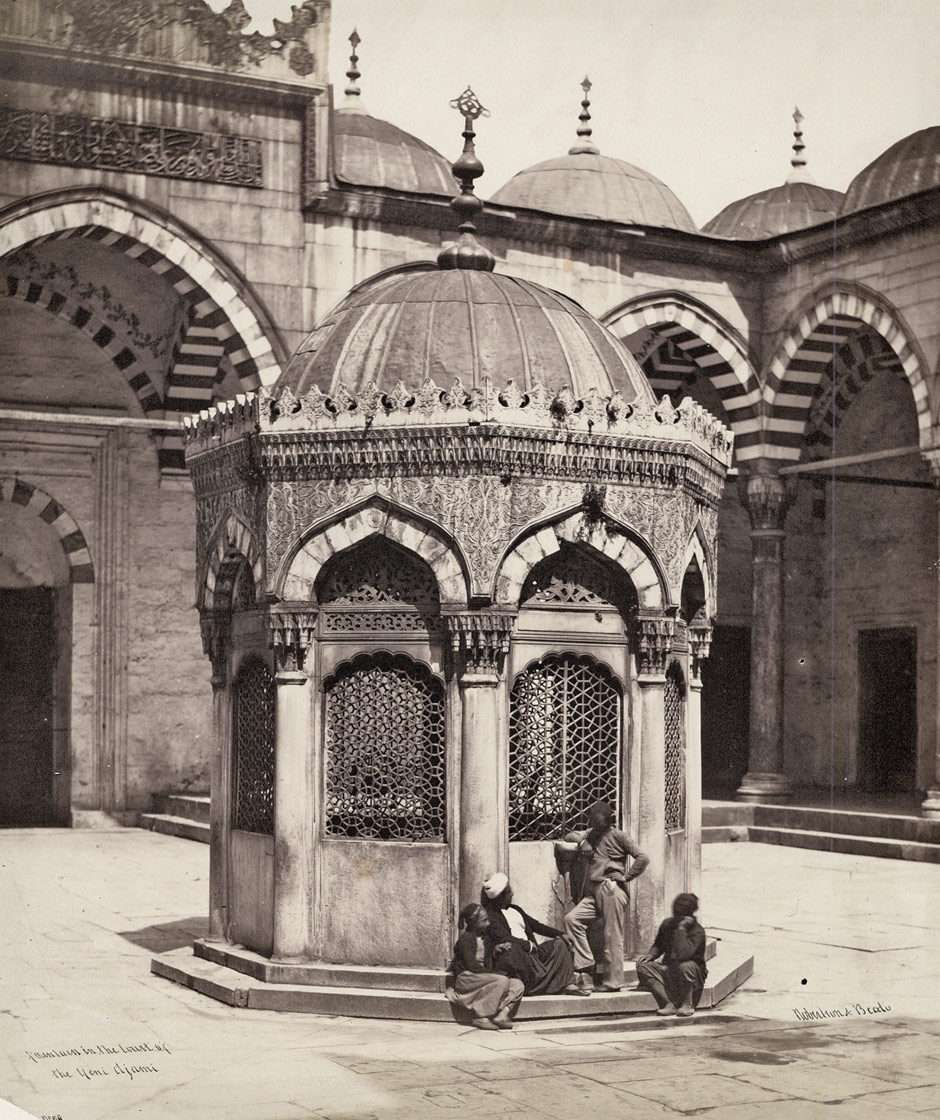
Robertson a Beato: Fontána v Istanbulu, asi 1854
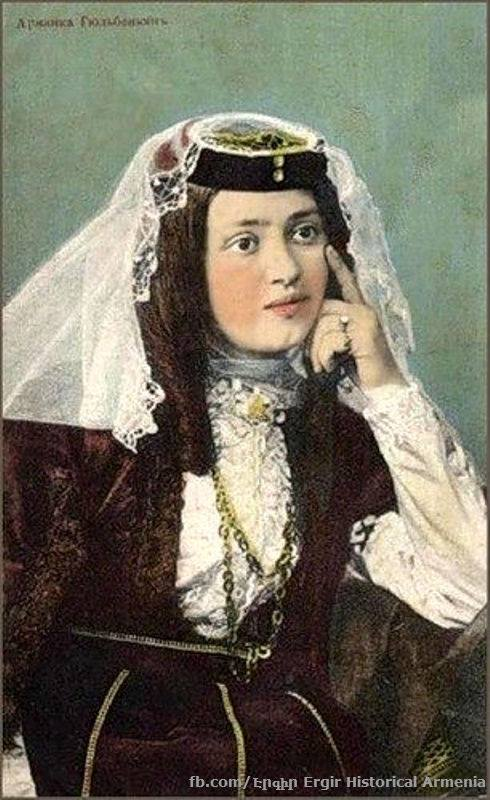
Dmitrij Ivanovič Jermakov: Arménská vznešená žena z Tiflis, datum neznámé
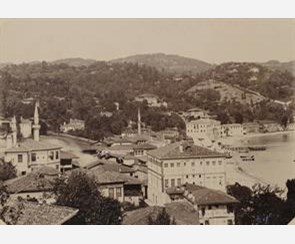
Bratři Kakuliové: Rizunda, asi 1890
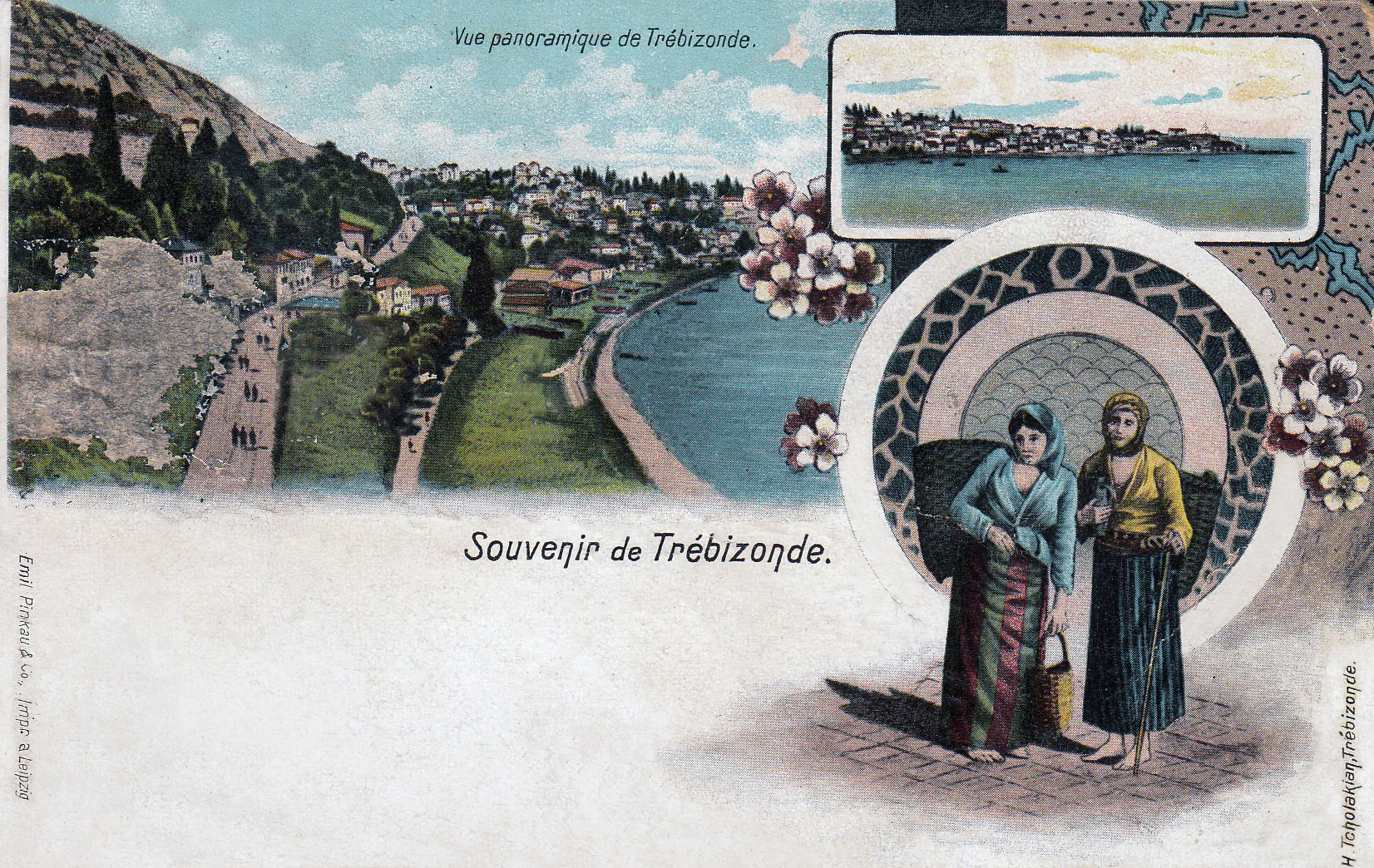
Hatchik Tcholakian: Panoramatický pohled na Trebizond, ručně kolorovaný
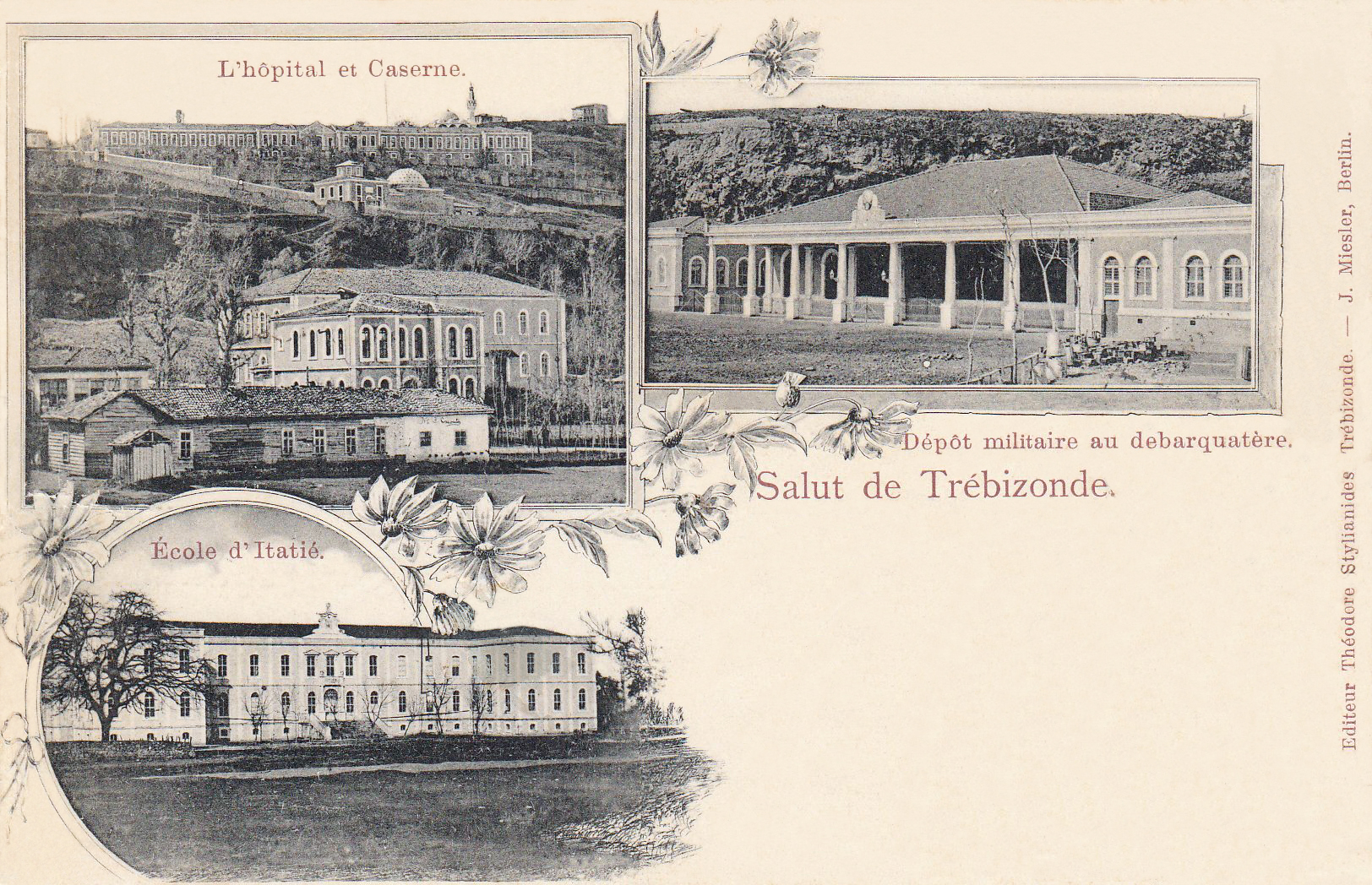
Theodore Stylianides: Pozdrav z Trebizonde, pohlednice
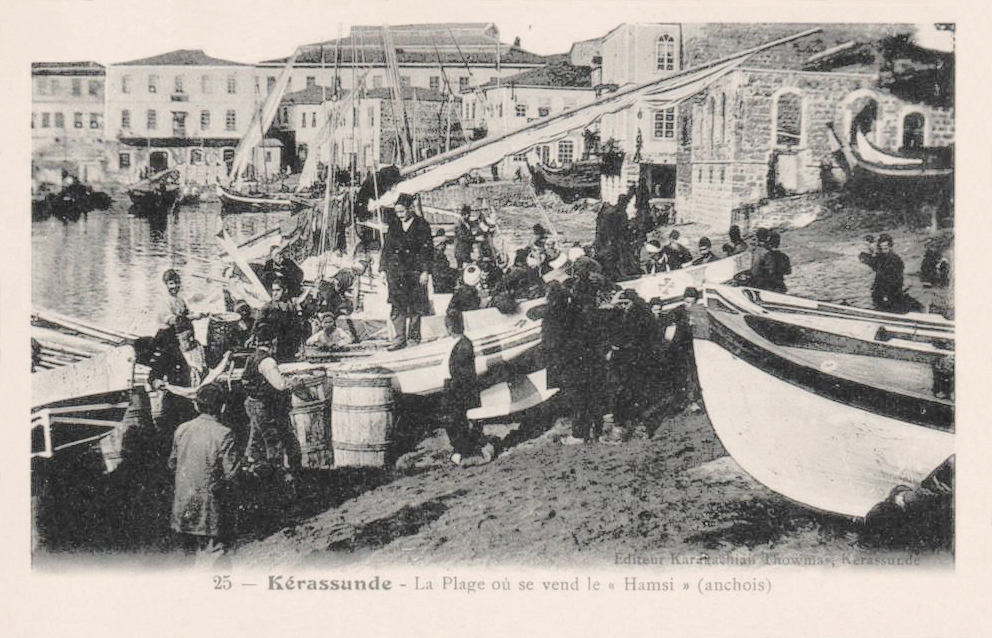
Thovmas Karakachian: Pozdrav z Kerassunde, pláže, kde prodávají ančovičky

## Muzea, galerie a univerzity

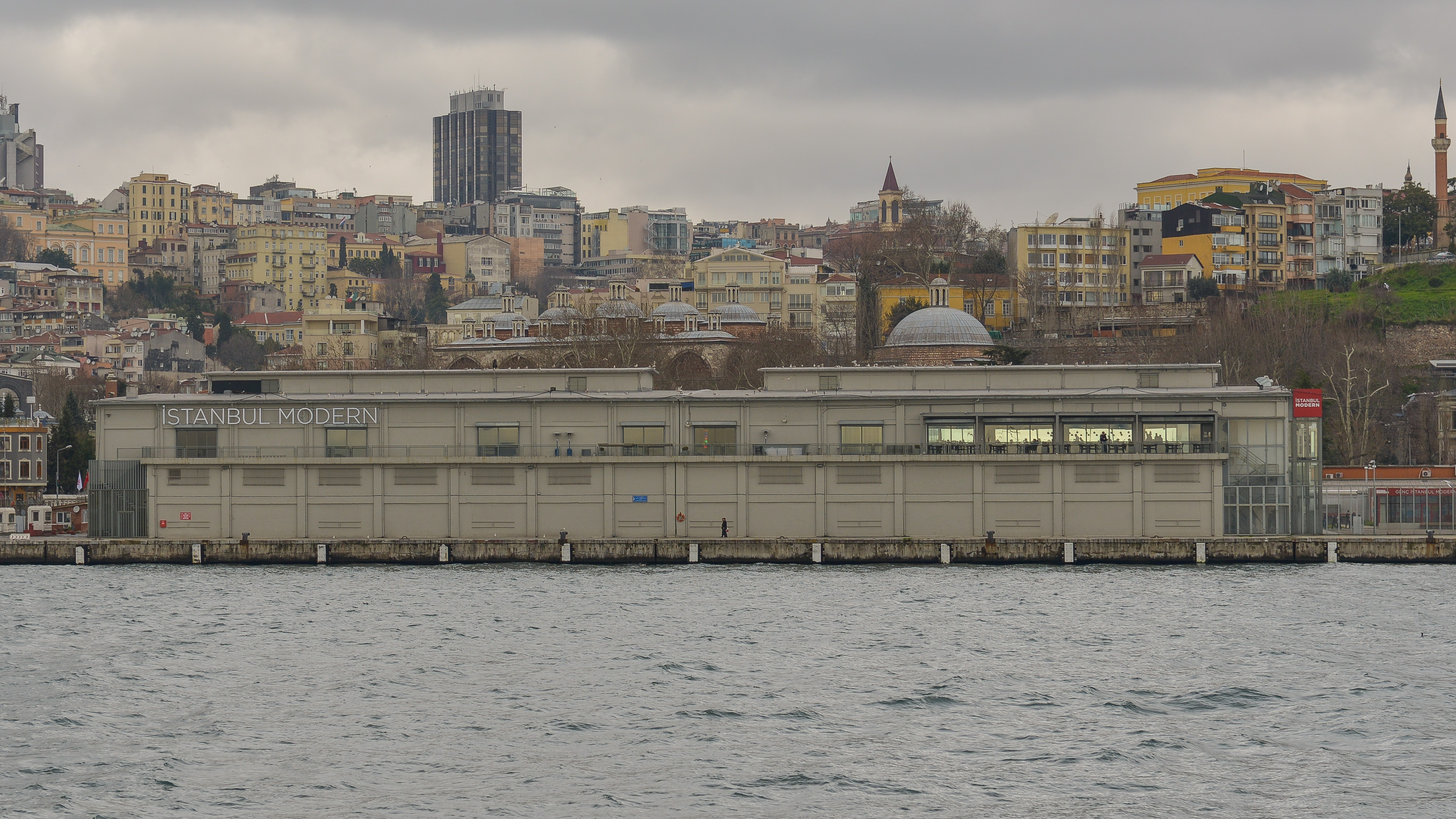
Istanbul Modern, 2013

- Istanbul Modern (İstanbul Modern Sanat Müzesi)
- Univerzita výtvarných umění Mimar Sinan, původně otevřená v roce 1881 Osmanem Hamdi jako Sanâyi-i Nefîse Mektebi